# Brittiska Jungfruöarna
Brittiska Jungfruöarna (engelska British Virgin Islands), är ett brittiskt utomeuropeiskt territorium beläget i Karibien öster om Puerto Rico. FN anser området vara ett icke-självstyrande område. Turism är öarnas största inkomstkälla och öarna besöks av 350 000 turister varje år.

## Historia
De första människorna på öarna var arawakindianer som bosatte sig där runt år 100 f.Kr. Indianerna levde på öarna ända till 1400-talet då en aggressiv stam, som kom från Små Antillerna lade hela arawkindianernas territorium under sig. Vissa historiker anser att bilden av de aggressiva erövrarna och de fridfulla arawakindianerna inte riktigt stämmer utan att den sanna historien är mer komplex än så.
Brittiska Jungfruöarna upptäcktes 1493 av Christofer Columbus under dennes andra resa till Nya världen och han gav då hela området namnet Las Islas Once Mil Virgenes (11 000 jungfrur) efter helgonet St Ursula och hennes jungfrur.
På tidigt 1500-tal anlade spanjorerna en koppargruva på Virgin Gorda. I perioder har spanjorer, engelsmän, fransmän, danskar och holländare hävdat att öarna tillhört dem. Området blev som en följd av detta ett bra jaktområde för pirater. Under tiden som äganderätten till öarna bestreds decimerades den ursprungliga befolkningen avsevärt.
År 1666 annekterades några öar av Storbritannien och blev därmed en brittisk koloni 1672 som del av Antigua. Området expanderade sedan Storbritannien även annekterat öarna Anegada och Virgin Gorda (1).
Öarna ansågs vara de viktigaste ur strategiskt synpunkt, men de var också viktiga ur ett ekonomiskt perspektiv. Engelsmännen införde sockerrör och slavar från Afrika och upprättade stora plantager på öarna. Det ekonomiska uppsvinget varade ända tills européer hade listat ut hur man gjorde socker av sockerbetor.
- 1713 blev området kolonin Brittiska Jungfruöarna sedan även andra öar i området annekterats.
- 1741 flyttades förvaltningen för de Brittiska Jungfruöarna från Virgin Gorda till Tortola.
- 1773 blev ön tillsammans med övriga öar till det egna området Brittiska Jungfruöarna.
- 1816 införlivades området i kolonin "St Christopher and Nevis and Anguilla" och administration flyttades 1825 till Saint Kitts.
- 1833 frigörs området och blir del i "Leeward Islands colony".
- 1834 läses "Proclamation of Emancipation" (Avskaffandet av slaveriet) för Brittiska Jungfruöarna upp i Road Town.
- 1917 blev området till Brittiska Jungfruöarna sedan USA köpt de södra Amerikanska Jungfruöarna från Danmark.
- 1960, den 1 januari, blir området en egen koloni och den 18 april 1967 blir ön slutligen ett eget territorium.

## Geografi
Brittiska Jungfruöarna ligger längst österut i Karibiska havet och utgörs av den östra delen av ögruppen Jungfruöarna där den västra delen utgörs av de Amerikanska Jungfruöarna. Området omfattar fyra öar och ett 60-tal mindre öar med en areal på cirka 153 km². Huvudorten Road Town ligger på huvudön Tortola. Ögruppen ligger cirka 100 km öster om Puerto Rico och cirka 1 760 km sydost om Miami. Den högsta höjden är Mount Sage på Tortola med cirka 521 m ö.h.
De flesta av öarna är av vulkaniskt ursprung och de har en bergig och karg terräng. Undantaget är ön Anegada som är en ö som består av korall och kalksten. Runt 15 av dessa öar är obebodda.
Området består av de fyra större öarna:
- Anegada, cirka 38 km², cirka 200 invånare
- Jost Van Dyke, cirka 8 km², cirka 200 invånare
- Tortola, huvudön, cirka 55 km², cirka 24 000 invånare
- Virgin Gorda, cirka 21 km², cirka 3 500 invånare

samt de mindre öarna:
- Beef Island
- Great Camanoe
- Great Thatch
- Guana Island
- Moskito Island
- Necker Island
- ögruppen Little Sisters med
- Cooper Island
- Ginger Island
- Norman Island
- Peter Island
- Salt Island

samt småöarna

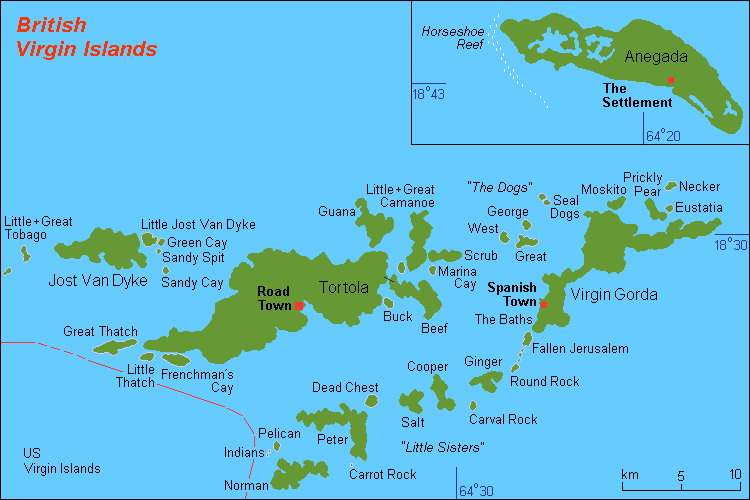
Brittiska Jungfruöarna

- Little Thatch, Frenchman's Cay, Little Camanoe, Scrub Island, Marina Cay, Buck Island runt Tortola.
- Little Jost Van Dyke, Green Cay, Sandy Spit och Sandy Cay' runt Jost Van Dyke.
- ögruppen The Dogs med Great Dog, George Dog, West Dog och Seal Dogs, Prickly Pear och Eustatia runt Virgin Gorda.
- Great Tobago och Little Tobago längre väster om Jost Van Dyke.

### Klimat och miljö
Klimatet på de Brittiska Jungfruöarna är subtropiskt, dvs varmt och måttligt fuktigt. Öarna har ett stabilt och jämnt klimat med en dagstemperatur på 32°C på sommarhalvåret och runt 29 på vinterhalvåret. Regnperioden varar från juni till november. Den bästa restiden är under den svalare årstiden från december till maj. Under regnperioden förekommer orkaner. Nederbörden ligger på ungefär 1 150 per år. De månader som får den mesta nederbörden är september till november.

### Administrativ indelning
Brittiska Jungfruöarna är indelade i 5 "districts" ("regioner").

## Transporter
Genom att de Brittiska Jungfruöarna består av öar så är det lokala vägnätet tämligen begränsat. Det finns ungefär 113 km väg i landet. Den största flygplatsen, Terrance B. Lettsome international Ariport, är belägen på ön Beef Island och den kallas också Beef Island Airport. Öarna Tortola, Virgin Gorda och Anegada har sina egna små flygplatser. Den största hamnen finns i Road Town.

## Demografi
Man räknar med att det år 2003 fanns runt 21 730 personer som levde på de Brittiska Jungfruöarna. De flesta av dem (83 %) är av afrikanskt/karibiskt ursprung. De är ättlingar till de afrikanska slavar som engelsmännen tog dit för att arbeta vid plantagerna. Man uppskattar att det finns:
83,36 % svarta
7,28 % vita*
5,38 % av blandad härkomst
3,14 % indiska
0,84 % andra
- engelsmän, portugiser, och libaneser.

Befolkningen är till största delen protestanter men det finns även personer som tillhör metodistkyrkan och den katolska kyrkan.

## Ekonomi
Två pelare i ekonomin är finanstjänster (60 %) och turism (ungefär 40–45 % av BNP).  Men ur ett ekonomiskt perspektiv är finanstjänster kopplade till territoriets status som ett offshore-finanscentrum betydligt viktigare. 51,8 % av regeringens inkomster kommer direkt från licensavgifter för offshore-företag, och betydande ytterligare belopp kommer direkt eller indirekt från löneskatter kopplade till löner som betalas inom förtroendeindustrin (vilka i genomsnitt vanligtvis är högre än de som betalas inom turistsektorn). Enligt Transparency International är Brittiska Jungfruöarna ett av huvudcentren för registrering av anonyma företag som används för att dölja tillgångar och stulna medel.
Turismen utgör ungefär 45 % av nationalinkomsten. Öarna är en populär destination för amerikanska medborgare. Turister besöker ofta de många vita sandstränderna, The Baths på Virgin Gorda, snorklar vid korallreven nära Anegada eller besöker de välkända barerna på Jost Van Dyke. Brittiska Jungfruöarna är kända som en av världens främsta destinationer för segling, och chartersegling är ett mycket populärt sätt att besöka de mer otillgängliga öarna. 
Finanstjänster utgör mer än hälften av territoriets inkomster. En stor del av denna inkomst genereras genom licensiering av offshore-företag och relaterade tjänster. Brittiska Jungfruöarnas rykte som ledare inom företagsservice är allmänt erkänt över hela världen och kan jämföras med Kaimaneöarnas renommé. Brittiska Jungfruöarna är en betydande global aktör inom offshore-finansiella tjänster.  Sedan 2001 regleras finanstjänsterna på Brittiska Jungfruöarna av en oberoende Financial Services Commission. 
I maj 2022 bestod den banksektorn på Brittiska Jungfruöarna av endast sju affärsbanker och en bank med begränsade rättigheter, 12 auktoriserade förvaringsinstitut, två licensierade finanstjänsteföretag och en licensierad finanstjänstleverantör.